# Geschichte der Juden von São Tomé

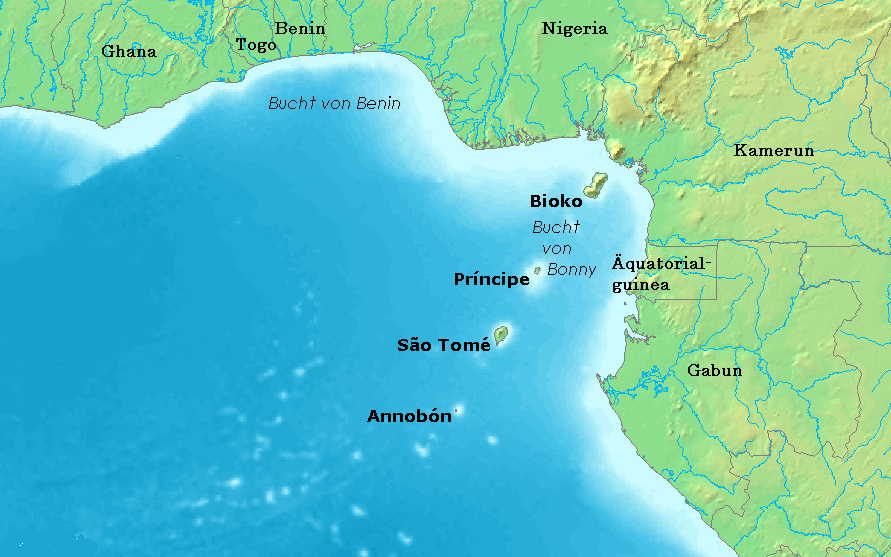
Lage der Insel São Tomé im Golf von Guinea

Die Geschichte der Juden von São Tomé ist die Geschichte von bis zu zweitausend jüdischen Kindern, die 1493 zwangsweise auf die vor der westafrikanischen Küste gelegene Insel São Tomé, heute Hauptinsel des Staates São Tomé und Príncipe,  verfrachtet wurden, sowie die Geschichte ihrer Nachkommen einschließlich vermeintlicher und tatsächlicher jüdischer Traditionen auf dieser Insel bis zum 17. Jahrhundert. Bis auf eine kurzlebige jüdische Gemeinde im 19. Jahrhundert gibt es seither keine jüdische Geschichte São Tomés. 

## Herkunft der Kinder und historischer Hintergrund der Verschickung

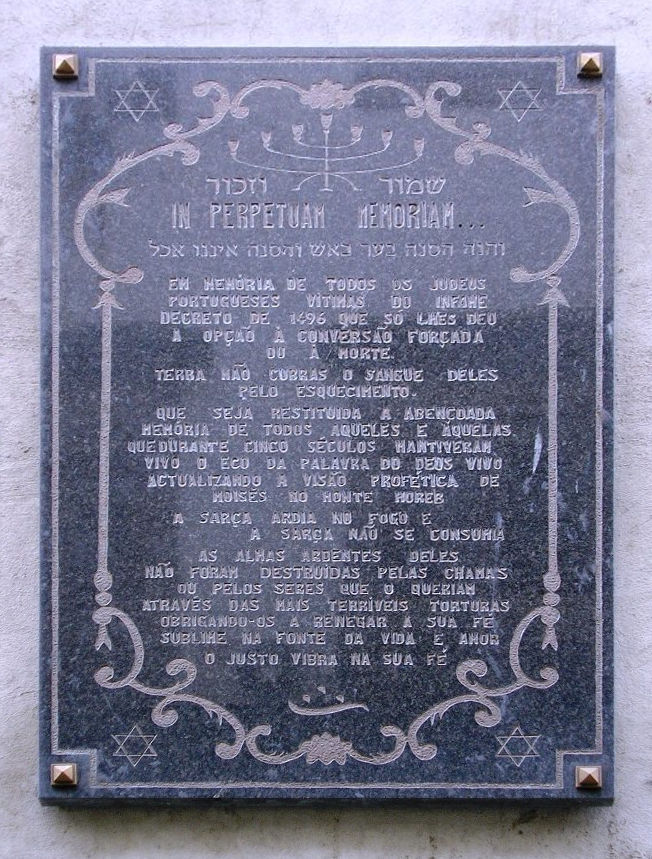
Tafel in Porto zur Erinnerung an die Vertreibung der Juden aus Portugal durch Manuel I., 1497

Die auf die Insel verbrachten Kinder waren überwiegend Nachkommen sephardischer Juden, die nach der Eroberung („Reconquista“) des arabischen Emirats von Granada im heutigen Südspanien durch die Spanier 1492 aus ihrem Land aufgrund des Alhambra-Edikts vertrieben wurden und nach Portugal geflohen waren. Der portugiesische König Johann II. nutzte die Notlage der Vertriebenen, indem er sie ins Land ließ, sofern sie eine coima genannte Steuer bezahlten. Gleichzeitig verpflichtete er sie aber zur Konversion zum christlichen Glauben innerhalb einer gewissen Frist. Erst sein Nachfolger Manuel I. erließ 1496 einen dem spanischen Alhambra-Edikt vergleichbaren Erlass, durch den die Juden verpflichtet wurden, das Land bis Oktober 1497 zu verlassen.
1493 aber übertrug der König Johann II. das Lehen für die Insel São Tomé einem Adligen namens Álvaro de Caminha, einschließlich des Rechtes, Kriminelle und Prostituierte ohne Zahlung an eine königliche Stelle zwangsweise auf die Insel zu schaffen. In diesem Zusammenhang wurde dem König der Vorschlag gemacht, auf dem Wege einen dreifachen Vorteil zu erringen: einen Teil der unerwünschten, zugewanderten jüdischen Bevölkerung loszuwerden, die Anhängerschaft des christlichen Glaubens zu mehren und die neue Kolonie Sao Tomé mit einer Menge an Bevölkerung auszustatten, die der Kolonie ein eigenständiges Überleben ermöglichen würde. Unter dem Vorwand, die Juden hätten die verlangte Steuer nicht bezahlt, wurden den Flüchtlingen Kinder im Alter zwischen zwei und zehn Jahren weggenommen. Die Kinder wurden zwangsweise getauft und christlichen portugiesischen Familien übergeben, die sie im christlichen Glauben unterweisen sollten. Ende des Jahres schließlich reiste Caminhas Flotte mit zweitausend dieser jüdischen Kinder nach São Tomé. Von den zweitausend Kindern sollen ein Jahr später nach zeitgenössischen Quellen noch sechshundert am Leben gewesen sein.

## Vermeintliches Überleben jüdischer Traditionen auf der Insel São Tomé
Viele der überlebenden jüdischen Kinder bzw. ihrer Nachkommen errangen bedeutende, auch offizielle Positionen auf der Insel und im zeitgenössischen Portugal galten bald alle Weißen São Tomés als Marranen oder „Neu-Christen“, also konvertierte Juden, denen häufig heimliches Praktizieren der jüdischen Religion unterstellt wurde.
Anfang des 17. Jahrhunderts beschwerte sich der – zugereiste – Bischof Pedro da Cunha Lobo von São Tomé über das „Problem des Judaismus“ auf der Insel, obwohl anzunehmen ist, dass es zu dieser Zeit keine Überreste des jüdischen Ritus unter der Bevölkerung mehr gab. Dennoch  meinte der Bischof eine „jüdische Prozession“, die ein „goldenes Kalb“ verehrte, direkt unter dem Fenster seines Amtssitzes zu beobachten. Wahrscheinlich hatte er eher den Umzug eines der synkretistischen Kulte beobachtet, die sich auf São Tomé durch die Mischung christlicher und afrikanisch-traditioneller Glaubensformen entwickelt hatten.
Es ist allerdings davon auszugehen, dass die meisten Weißen der Insel Nachkommen der verschleppten jüdischen Kinder unter ihren Vorfahren haben.